# Anton Fürstenau

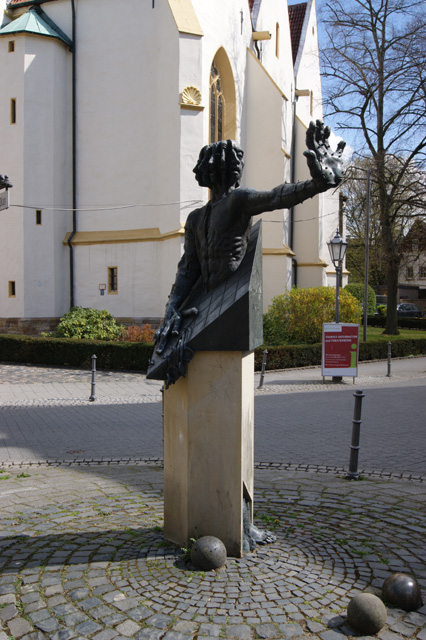
Fürstenau-Denkmal

Anton Fürstenau (* 1593 in Herford; † 1653 ebenda) war ein Herforder Kaufmann und Diplomat. 
Anton Fürstenau war der Sohn des Kaufherrn und Patriziers Bernhard Fürstenau in Herford und der Bürgermeisterstochter Anna Catharina Brutlach. Seit 1617 handelte er erfolgreich mit englischem Tuch. Im Dreißigjährigen Krieg pflegte er wirtschaftliche und diplomatische Beziehungen zu mehreren Reichsfürsten und war zeitweise kaiserlicher Kommissar im Westfälischen Kreis. 1636 wurde er Ehrenbürger von Herford, nachdem er durch Vermittlung zwischen kaiserlichen und schwedischen Truppen eine Belagerung der Stadt abgewendet hatte. Als die Truppen des brandenburgischen Kurfürsten Friedrich Wilhelm 1647 die vormals reichsunmittelbare Stadt und Abtei Herford besetzten, setzte sich Fürstenau in jahrelangen Verhandlungen, jedoch letztlich vergeblich, für den Erhalt der Reichsunmittelbarkeit der Stadt ein. Ob er dafür ein Mandat des Stadtrates besaß, ist umstritten.
Nach Fürstenau sind der Fürstenauplatz und die Fürstenaustraße in Herford benannt. Auf dem Fürstenauplatz steht das 1990 errichtete Fürstenau-Denkmal, das von Wolfgang Knorr gestaltet wurde.

## Familie
Anton Fürstenau war dreimal verheiratet: ⚭ I. 1617 mit Anna Grave († 1627), Tochter des Bürgermeisters Jobst Grave und der Regina Lengerke aus Osnabrück, ⚭ II. 1628 in Osnabrück mit Anna Elsabein Koch, Tochter des lippischen Rates Liz. Johann Koch, und ⚭ III. 1636 mit Margareta Rust († 1657/62), Witwe des Christoph Bohne aus Bückeburg.